# Chris Sabo
Christopher Andrew Sabo (Detroit, Míchigan, 19 de enero de 1962), más conocido como Chris Sabo, es un exjugador profesional estadounidense de béisbol que se desempeñó en la posición de tercera base en las Grandes Ligas de Béisbol (MLB). Logró obtener el premio Novato del Año.

## Carrera
Sabo jugó como profesional seis temporadas en Cincinnati Reds (1988-1993), después pasó a Baltimore Orioles (1994), luego a Chicago White Sox (1995), posteriormente a St. Louis Cardinals (1995), y finalmente, regresó a Cincinnati Reds, donde jugó una temporada (1996), y fue el equipo en el que se retiró.

## Premios
En 1988, fue galardonado con el premio Novato del Año.